# Glacier Express

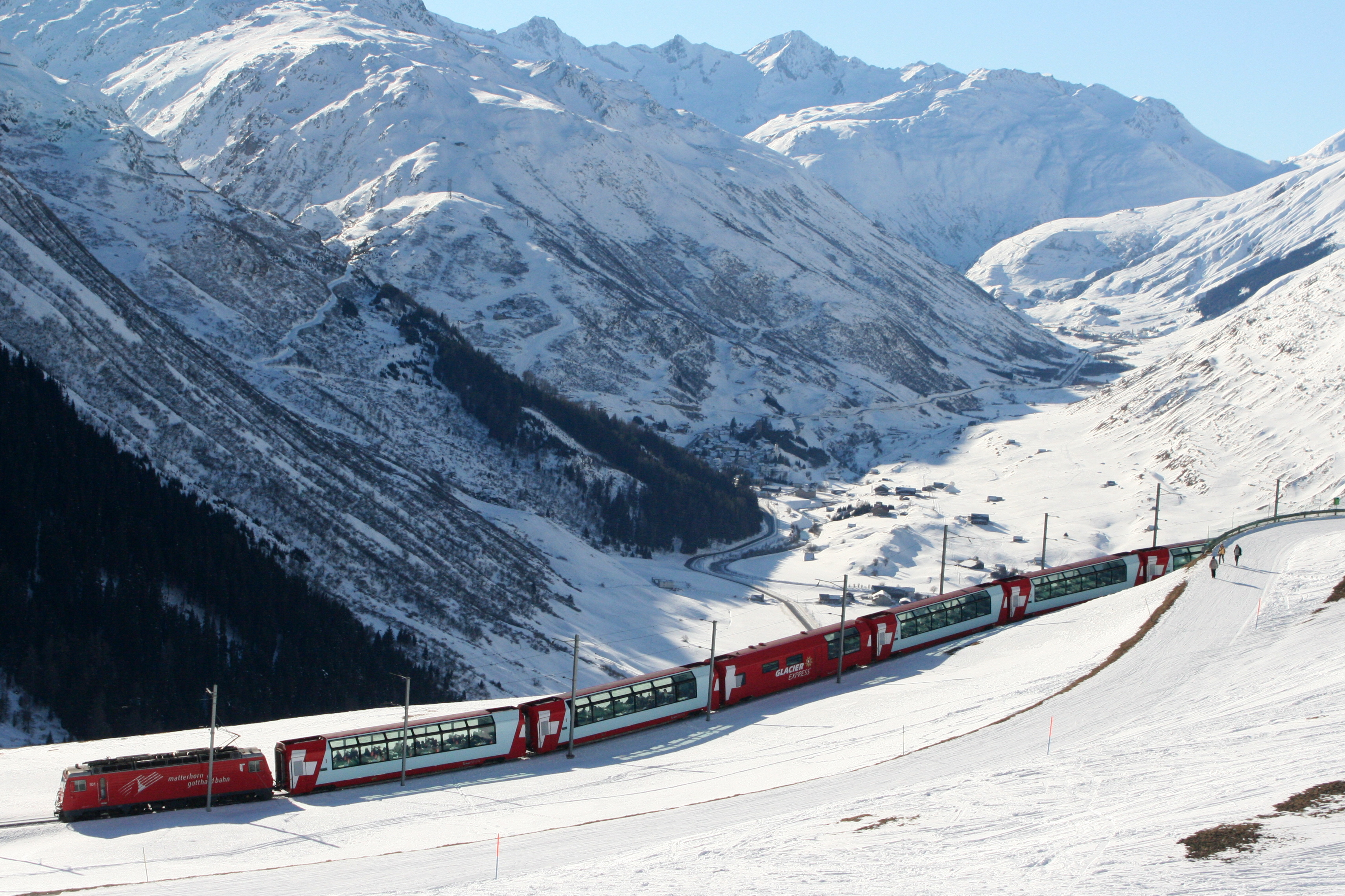
El Glacier Exprés als voltants d'Andermatt

El Glacier Exprés és el nom comercial d'un tren turístic de la xarxa ferroviària de Suïssa que uneix Zermatt (Valais) amb Saint-Moritz (Grisons), mitjançant diverses línies d'ample ferroviari mètric pertanyents al Ferrocarril Rètic i al Ferrocarril de Matterhorn-Gotthard. El recorregut dura actualment 7 hores i mitja i travessa 291 ponts i 91 túnels. El punt més alt del recorregut és al Pas d'Oberalp, a 2033 metres d'altitud sobre el nivell del mar.
Com a la immensa majoria de línies dels ferrocarrils suïssos, les composicions de tren estan formades per vagons de primera i de segona classe. El Glacier Exprés compta amb servei de restauració a bord, el qual es realitza al vagó restaurant, o bé al mateix seient. Compta també amb servei de comentari del recorregut mitjançant auriculars, en sis idiomes (alemany, anglès, francès, italià, japonès i xinès), així com dos canals de fil musical.
Per viatjar amb el Glacier Exprés cal, a més del corresponent bitllet, una reserva de plaça. El cost de la reserva és de 30 francs suïssos a l'estiu i de 10 francs suïssos a l'hivern (tarifes 2009), i es pot obtenir a qualsevol estació de la xarxa dels ferrocarrils suïssos o a una agència de viatges.

## Història

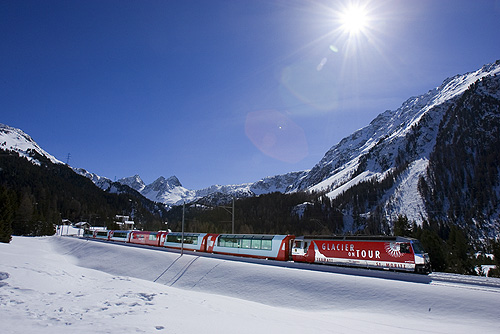
Glacier express a la Vall de l'Albula

El primer viatge d'aquest tren es va realitzar el 25 de juny de 1930, va dur 70 persones, i va durar 11 hores.
Fins a l'any 1981 el Glacier Exprés havia d'utilitzar el coll de Furka, situat a 2.162 metres sobre el nivell del mar, i que plantejava importants problemes de trànsit fora dels mesos d'estiu, fet que feia impossible la seva circulació. Aquesta situació canvià l'any 1982 quan s'obrí el túnel de Furka, cosa que permeté oferir el servei al llarg de tot l'any.
L'any 1993 s'introduïren per primer cop vagons panoràmics, però només a la primera classe. A partir del 2006 els vagons panoràmics es generalitzen a totes dues classes.
L'estiu 2009 hi havia quatre circulacions per sentit i dia, una de les quals acabava a Davos, en comptes de Saint-Moritz.

## Recorregut
El Glacier Exprés recorre diverses línies:
- Línia de Mattertal: sortint de Zermatt (1.616 metres), el tren davalla per al llarg de la vall del Mattertal fins a Visp (651 m) i Brig (678 m), on hi ha estacions d'enllaç amb la xarxa principal dels SBB. El tram compta amb diversos trams de cremallera.
- Línia de Furka-Oberalp: des de Brig el tren comença a pujar per la vall del Roine fins a arribar al coll de Furka, que és travessat mitjançant un túnel de 15,4 km. Passat el túnel s'entra al cantó d'Uri i el tren continua per la vall d'Urseren fins a arribar a Andermatt (1.447 m), on fa una pausa de 20 minuts. Des d'allà és possible connectar amb la línia del Gotard mitjançant el cremallera de Göschenen. El tren reprèn la seva marxa fins a arribar al coll d'Oberalp, per davallar després cap a Sedrun, i posteriorment fins a Disentis/Mustér (1.130 m). Diversos trams d'aquesta línia són en cremallera.
- Línia de Disentis/Mustér: A Disentis/Mustér es produeix un canvi de màquines, substituint-se la de la companyia Matterhorn-Gotthard per la del Ferrocarril Rètic. A partir d'aquí, la línia davalla per la vall del Rin fins a arribar a Coira (585 m).
- Línia d'Albula: El tren retrocedeix uns quilòmetres fins a arribar a l'estació de Reichenau, d'on es desvia cap a Thusis. Des d'allà comença una llarga pujada que acaba al coll d'Albula (1.500 m). La línia continua pujant fins a arribar a Samedan, on es troba amb la línia de l'Engandina. El tren continua per un ramal fins a Saint-Moritz.